# Estación Nelson
Nelson es una estación de ferrocarril ubicada en la localidad homónima, departamento La Capital, provincia de Santa Fe, Argentina
La estación fue habilitada en 1888 por el Ferrocarril Provincial de Santa Fe.

## Servicios
Era una de las estaciones intermedias del Ramal F del Ferrocarril General Belgrano.
Desde esta estación se desprendía el Ramal F13 hacia la estación San Cristóbal.